# Alda Macedo
Alda Maria Gonçalves Pereira Macedo (Porto, 7 de Setembro de 1954) é professora e foi deputada do Bloco de Esquerda na Assembleia da República.

## Biografia
É licenciada em Filologia Germânica pela Faculdade de Letras da Universidade de Coimbra.
Foi professora na Escola Secundária de Oliveira Martins, no Porto.
Exerceu ainda as funções de membro da Assembleia Municipal do Porto, eleita pela lista do BE, e de representante dos docentes no Conselho Municipal do Porto.

## Deputada
Foi deputada eleita pelo BE durante a X Legislatura, entre 2005 e 2009.
Foi membro de 9 comissões parlamentares, entre as quais a Comissão Eventual para o Acompanhamento das Questões Energéticas, a Comissão Eventual de Acompanhamento e Avaliação da Política Nacional de Defesa da Floresta contra Incêndios, a Comissão de Assuntos Económicos, Inovação e Desenvolvimento Regional, e a Comissão de Poder Local, Ambiente e Ordenamento do Território, bem como de 3 sub-comissões e 18 grupos de trabalho.